# شهرک صنعتی کوهدشت
شهرک صنعتی کوهدشت یک منطقهٔ مسکونی در ایران است که در دهستان کوهدشت جنوبی واقع شده‌است.